# Maraton Solidarności

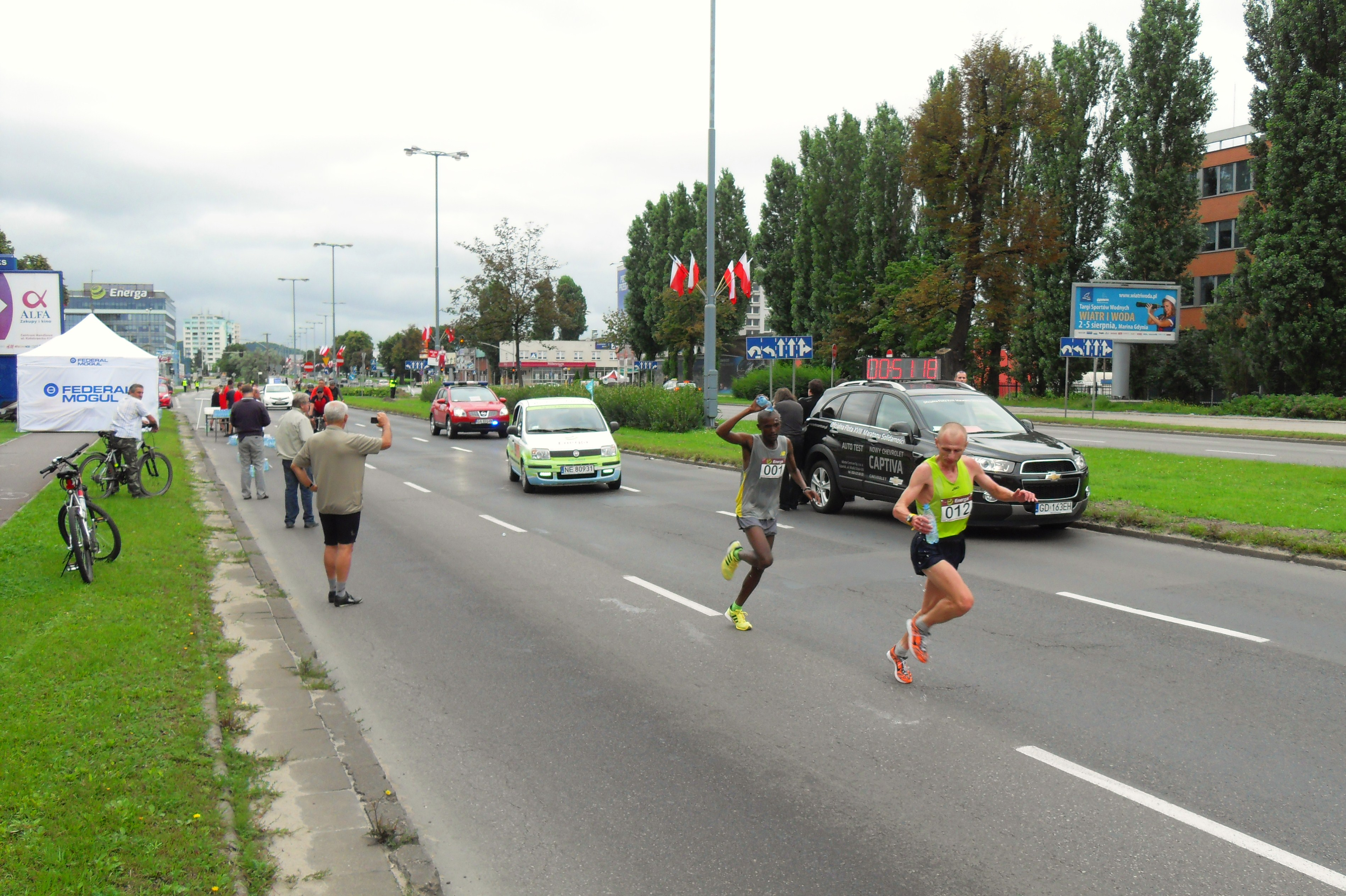
Maraton Solidarności 2012

Maraton Solidarności – doroczny bieg maratoński, przeprowadzanym od 1995 w roku w Trójmieście w dniu 15 sierpnia. Celem maratonu jest uczczenie ofiar Grudnia 1970 i poległych stoczniowców na Wybrzeżu Gdańskim, jak również propagowanie idei biegów maratońskich. Bieg odbywa się na klasycznym dystansie maratońskim o długości 42 195 metrów.
W okresie od 1981-1994 przeprowadzono 8 biegów półmaratońskich (częściowo półlegalnych) na trasie pomiędzy pomnikami ofiar „Grudnia 1970” w Gdańsku i w Gdyni.

## Trasa Maratonu Solidarności

### W Gdańsku
- Start przy Bramie nr 2 Stoczni Gdańskiej
- Wały Piastowskie
- Podwale Grodzkie
- Wały Jagiellońskie
- ul. Okopowa
- Podwale Przedmiejskie
- Długie Ogrody
- ul. Siennicka
- Most Siennicki
- ul. Lenartowicza
- mjr. H. Sucharskiego
- Westerplatte (pętla autobusowa)
- mjr. H. Sucharskiego
- ul. Lenartowicza
- Most Siennicki
- ul. Siennicka
- Długie Ogrody
- ul. Stągiewna
- Długi Targ (półmetek)
- ul. Długa
- ul Kołodziejska
- ul. Rajska
- Błędnik
- Al. Zwycięstwa
- Al. Grunwaldzka

### W Sopocie
- Al. Niepodległości

### W Gdyni
- Al. Zwycięstwa
- Ulica Świętojańska
- Al. J. Piłsudskiego w Gdyni.
- Pomnik Ofiar Grudnia przy Urzędzie Miejskim w Gdyni (meta)

## Zwycięzcy
| Edycja | Data       | Mężczyźni               | Kraj            | Czas            |
| ------ | ---------- | ----------------------- | --------------- | --------------- |
| I      | 15.08.1995 | Piotr Pobłocki          | Polska          | 2:22:51         |
| II     | 15.08.1996 | Piotr Sękowski          | Polska          | 2:17:22         |
| III    | 15.08.1997 | Adam Przybysz           | Polska          | 2:20:46         |
| IV     | 15.08.1998 | Władimir Kotow          | Białoruś        | 2:18:53         |
| V      | 15.08.1999 | Siergiej Sokow          | Białoruś        | 2:15:29         |
| VI     | 15.08.2000 | Benjamin Matolo         | Kenia           | 2:19:28         |
| VII    | 15.08.2001 | Artur Osman             | Polska          | 2:17:56         |
| VIII   | 15.08.2002 | Marek Dryja             | Polska          | 2:27:46         |
| IX     | 15.08.2003 | Sławomir Kąpiński       | Polska          | 2:21:48         |
| X      | 15.08.2004 | Jarosław Janicki        | Polska          | 2:23:01         |
| XI     | 15.08.2005 | Grzegorz Gajdus         | Polska          | 2:23:47         |
| XII    | 15.08.2006 | Grzegorz Gajdus         | Polska          | 2:19:40         |
| XIII   | 15.08.2007 | Jarosław Janicki        | Polska          | 2:27:23         |
| XIV    | 15.08.2008 | Jarosław Janicki        | Polska          | 2:20:59         |
| XV     | 15.08.2009 | Karol Rzeszewicz        | Polska          | 2:20:22         |
| XVI    | 15.08.2010 | Kipchumba Edwin Kiprono | Kenia           | 2:26:15         |
| XVII   | 15.08.2011 | Mbiti James Mutua       | Kenia           | 2:23:37         |
| XVIII  | 15.08.2012 | Martin Musembi Musila   | Kenia           | 2:21:57         |
| XIX    | 15.08.2013 | Wycliffe Kipkorir Biwot | Kenia           | 2:20:18         |
| XX     | 15.08.2014 | Joel Maina Mwangi       | Kenia           | 2:24:51         |
| XXI    | 15.08.2015 | Joel Maina Mwangi       | Kenia           | 2:28:38         |
| XXII   | 15.08.2016 | Wycliffe Kipkorir Biwot | Kenia           | 2:18:49         |
| XXIII  | 15.08.2017 | Bernard Kipkorir Talam  | Kenia           | 2:27:56         |
| XXIV   | 15.08.2018 | Rafał Czarnecki         | Polska          | 2:28:58         |
| XXV    | 15.08.2019 | Isaac Kimutai Ngeno     | Kenia           | 2:20:31         |
| XXVI   | 2020       | Jerzy Jagielski         | Polska          | 2:56:00         |
| XXVII  | 2021       | Edmund Bejgier          | Polska          | 3:17:23         |
| -      | 2022       | Zawody odwołane         | Zawody odwołane | Zawody odwołane |